# Katharina Rehn
Katharina Rehn (geb. 1990 in Nürnberg) ist eine deutsche Theaterschauspielerin.

## Leben
Rehn absolvierte von 2010 bis 2015 ein Schauspielstudium an der Folkwang Universität der Künste in Essen und Bochum. Bereits im Studium spielte sie die „Leah“ in DNA (Regie: Katja Lauken) am Schauspielhaus Bochum und die „Kassandra“ in Kassandra (Regie: Charlene Markow) am Rottstraße 5 Theater. Während ihres vierten Studienjahres absolvierte sie eine Arbeitsphase am Berliner Ensemble unter der Regie von Robert Wilson.
Zudem arbeitete sie als Schauspielerin für den WDR in den Bilderrätseln der Sendung Zimmer frei!.
Ihr erstes Festengagement hatte sie von 2015 bis 2017 am E.T.A.-Hoffmann-Theater in Bamberg. Dort wirkte sie als „Prinz“ in Prinz von Homburg (Regie: Robert Gerloff) und als „Tony“ in den Buddenbrooks (Regie: Sibylle Broll-Pape).
2017 wechselte sie ans Staatstheater Augsburg als festes Mitglied des Ensembles und war es bis 2020.

## Auszeichnungen
- 2015: „Folkwangpreis 2015 – Darstellende Kunst“ für „iphigenie.menschenkind“.